# Konstantin Maksimowicz
Konstantin Kławdijewicz Maksimowicz, ros. Константин Клавдиевич Максимович (ur. 14 maja 1849, zm. 1921) – generał-gubernator warszawski i dowódca Warszawskiego Okręgu Wojskowego od 19 lutego do 28 sierpnia 1905, rosyjski generał kawalerii i generał-adiutant przy carze Mikołaju II.
Od 1867 kornet w konnym pułku przybocznym cara. Od 1871 porucznik, od 1873 kapitan, od 1879 pułkownik. W 1874 ukończył z 1. lokatą Akademię Sztabu Generalnego. Od 1879 w carskim orszaku jako adiutant. Walczył w wojnie z Turcją 1877–1878. Od 28 listopada 1892 dowódca 1. brygady 2. Dywizji Kawalerii Gwardii w Petersburgu. 24 lutego 1893 mianowany wojskowym gubernatorem rejonu uralskiego.
Później został mianowany namiestnikiem Kraju Nadwiślańskiego i dowódcą Warszawskiego Okręgu Wojskowego. Piastował to stanowisko jednak tylko pięć miesięcy. W związku z kilkukrotnymi próbami zamachu na jego życie, w maju 1905, uciekł z Warszawy i zaszył się w Twierdzy Zegrze, której nie chciał opuścić. Postawa ta stała się przyczyną jego odwołania. Zastąpił go generał Gieorgij Skałon.
Odznaczony: 
- rosyjskim Orderem Orła Białego (1904),
- Orderem Świętego Aleksandra Newskiego (1910),
- Orderem Świętego Włodzimierza II klasy (1901) i IV klasy (1878),
- Orderem Świętej Anny I klasy (1895),
- Orderem Świętego Stanisława I klasy (1892) i II klasy z Mieczami (1878).

Wyróżniony złotym pistoletem za waleczność (1878) i diamentową odznaką Orderu Świętego Aleksandra Newskiego.